# Frankdicksonite
La frankdicksonite è un minerale del gruppo della fluorite.